# پیتر اچ. گیلمور

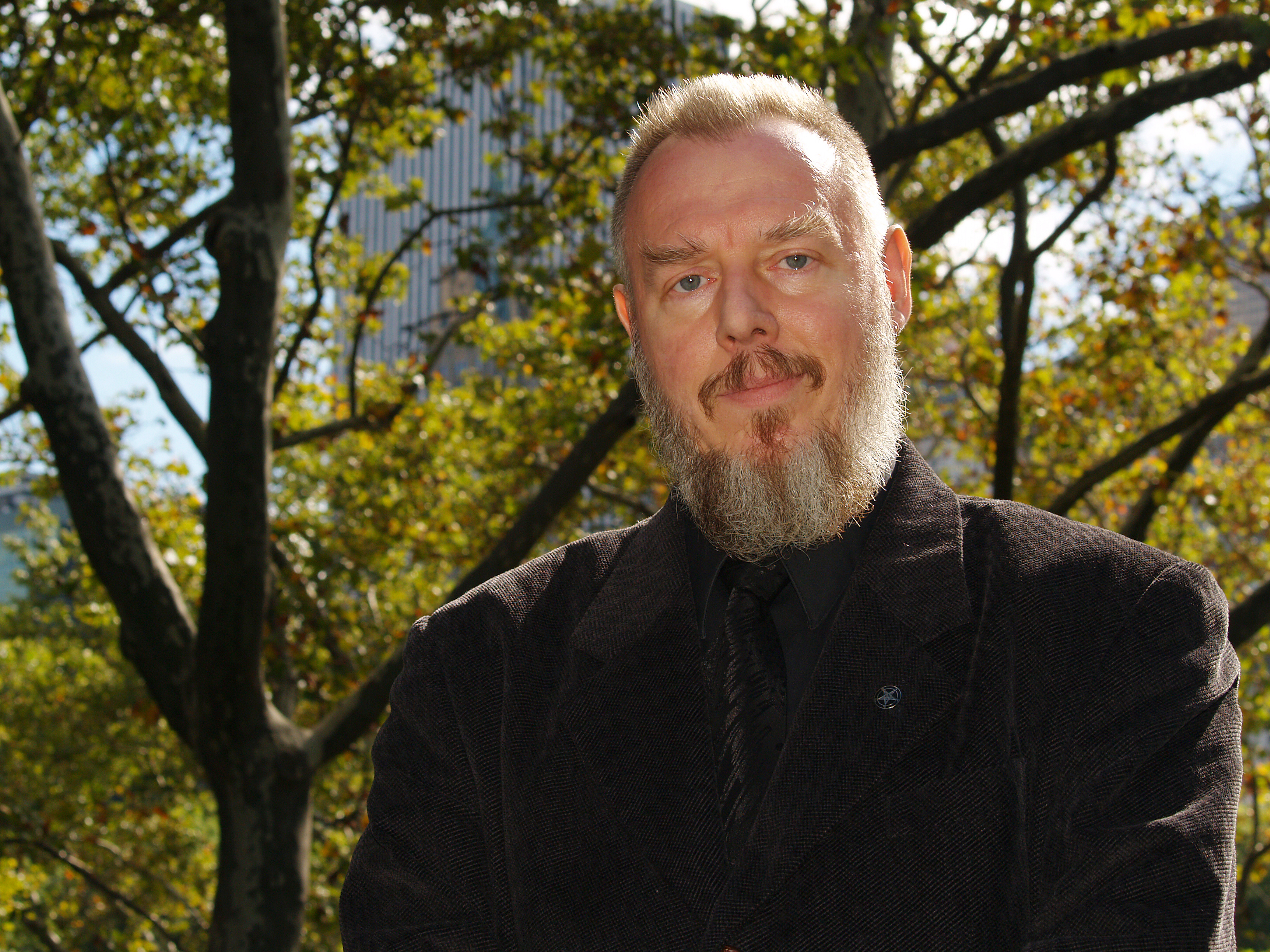
پیتر گیلمور در ۲۰۰۷

پیتر اچ. گیلمور (به انگلیسی: Peter H. Gilmore) با نام کامل پیتر هوارد گیلمور (به انگلیسی: Peter Howard Gilmore) (زادهٔ ۲۴ مه ۱۹۵۸) نویسنده، رهبر دینی و موسیقی‌دان آمریکایی است. او در سال ۲۰۰۱ توسط بلانچ بارتون موبده کلیسای شیطان به عنوان کاهن اعظم کلیسای شیطان تعیین شد و هم‌اکنون به عنوان کاهن اعظم شیطان‌گرایان، در کلیسای شیطان فعالیت می‌کند.

## زندگی‌نامه و فعالیت‌ها
پیتر گیلمور در تاریخ ۲۴ مه ۱۹۵۸ در شهر نیویورک متولد و در همان‌جا بزرگ شد. او در دوران جوانی خود به‌طور منظم از شهر نیویورک بازدید می‌کرد و در سال ۱۹۸۰ به محله هلز کیچن نقل مکان کرد.
وی در سیزده سالگی کتاب انجیل شیطانی را خواند و از آن زمان تاکنون، کلیسای شیطان را به عنوان «نیروی فلسفی محرک در زندگی شخصی خود» توصیف می‌کند. گیلمور در سال ۱۹۸۱ با پگی نادرامیا روزنامه‌نگار اهل نیویورک ازدواج کرد.
گیلمور دارای کارشناسی ارشد رشته موسیقی از دانشگاه نیویورک است. او می‌گوید که در دانشگاه به آن‌ها نواختن تمام سازها را در حد ابتدایی آموزش دادند. اگرچه خودش شخصاً به کیبوردهای الکترونیکی علاقه ویژه‌ای دارد.

### فعالیت تلویزیونی
وی به عنوان نماینده کلیسای شیطان در برنامه‌های متعددی که در رادیو و تلویزیون راجع به شیطان‌گرایی پخش می‌شود حضور فعالی دارد. از جمله این موارد می‌توان به حضور وی در شبکه هیستوری، بی‌بی‌سی، سای‌فای، پوینت آو اینکوایری و شبکه رادیویی مسیحی باب لارسون اشاره کرد.

### فعالیت انتشاراتی
در ۱۹۸۹ همراه با همسرش پگی نادرامیا شروع به انتشار مجله شعله سیاه کردند و برای مدتی به این کار ادامه دادند. پیتر گیلمور در ۲۰۰۵ مقدمه‌ای بر انجیل شیطانی اثر انتان لاوی نوشت. جدیدترین اثر گیلمور کتاب مقدس شیطانی است. این کتاب مجموعه‌ای از مقاله‌های اوست و به صورت جلد ضخیم در تاریخ ۳۰ آوریل ۲۰۰۷ و به صورت جلد نازک در تاریخ ۱۳ اکتبر همان سال توسط انتشارات اسکیپ گوت منتشر شد. آیین‌هایی همچون آیین ازدواج و خاکسپاری شیطانی در این کتاب توضیح داده شده که قبلاً عمومیت نداشته‌اند.

## دیدگاه‌ها
گیلمور بر شباهت خداناباوری و شیطان‌گرایی تأکید دارد. او خداناباوری را پرطرفدار می‌داند و اخلاق شیطانی را با دیگر دیدگاه‌های اخلاقی غیر مذهبی همچون انسان‌گرایی سکولار و عینیت‌گرایی مقایسه می‌کند.
او مدافع حقوق همجنس‌گرایان است.

## برابرها
1. ↑  Bob Larson
2. ↑  The Satanic Scriptures
3. ↑  Scapegoat